# 馬達加斯加島粗背鱂
馬達加斯加島粗背鱂，為輻鰭魚綱鯉齒目鰕鱂亞目鰕鱂科的其中一種，為熱帶淡水魚，分布於非洲馬達加斯加淡水流域，體長可達5.2公分，棲息在砂泥底質、具有沉積物的溪流底中層水域，以昆蟲為食，生活習性不明。

## 擴展閱讀
維基物種上的相關：馬達加斯加島粗背鱂